# 神戸電鉄2000系電車
神戸電鉄2000系電車（こうべでんてつ2000けいでんしゃ）は、神戸電鉄が1991年に導入した通勤形電車。
本記事では、編成単位で表記する必要がある場合は有馬・三田・粟生方の先頭車の車番を代表し、2001編成の様に表記する。

## 概要
1991年10月の公園都市線開業に際し、新線のイメージに相応しい斬新なデザインを採用、かつ可能な限り最新の技術を用いたワンマン車両を投入することとした。このコンセプトに基づき、3000系以来のフルモデルチェンジ車として1991年に登場したのが2000系である。
1991年に公園都市線用のワンマン運転用として3両編成（2M1T）3本を導入、1992年から1993年にかけては有馬・三田線の新型車及び800系の代替新造車として4両編成（3M1T）2本が増備されており、計17両が製造された。4両編成は中間電動車の2100形が連結されるが、車両番号は編成内の2200形と番号を揃えており、2101 - 2103は欠番となっている。
1994年に登場した5000系は、この車両をベースにVVVF制御・全電動車編成としたものである。

## 車体
車体は3000系と同様のアルミ合金製で、車体長さは先頭車で250 mm、中間車で100 mm長くなっている。
前面は非貫通で、大型曲面ガラス2枚窓の構成とし、床下にはスカートを設置した。窓上部に種別・行先表示幕と運行標識灯を設置、前照灯と後部標識灯を窓下に角型のデザインに一体化して配置した。塗装はアルミ車体ながら地色をオパールホワイトで塗装し、窓上部と下部にブライトレッドの帯を配した。
車内は内装を木目デコラ、床材をレンガ色のロンリウム張りとした。天井には2列の蛍光灯の間に冷房吹出口を設け、中央部にラインデリアの整風板と車内スピーカーをまとめた直線的なデザインとなった。側窓は3000系同様の1段下降窓であるが、日除けは上昇式のアルミヨロイ戸に変更されている。先頭車の連結部寄りには車椅子スペースが設置された。

## 主要機器
制御方式は抵抗制御で、走行性能は1100系と同等である。電動機は中間にT車を挟んだ2M1T編成のため同系列のMB-3088-B（105kW）、制御装置はABF-144-15MDHB電動カム軸式自動総括制御を採用、1C4M方式で4個の主電動機を永久直列接続として抵抗14段・界磁7段で制御する。平行カルダン駆動方式を採用し、歯車比は99:16である。
台車は軸梁式ダイレクトマウント空気ばね台車 KW-200（動力台車）とKW-220（付随台車）を採用した。
パンタグラフは下枠交差型パンタグラフのPT-4808-B-Mを採用、2000形奇数車・偶数車の連結面寄り屋根上に搭載している。
ブレーキは神鉄初の電空併用電気指令式ブレーキ（MBSA）を採用した。HSC車との非常時の連結に備え、両者で非常ブレーキが動作可能な電空読替装置を設置したほか、3000系同様非常電制を自動化している。なお、3000系で採用された定速度抑速制御装置は設置していない。保安ブレーキも併せて装備する。
補助電源装置は4連化に対応するため、4連分の給電能力を有する100kVAのSIV、NC-FAT100Bと16kVAのバックアップインバータ、NC-FAT16Aの2種類の静止形インバータを採用。T車の2200形に搭載。電動空気圧縮機はC-1000（吐出容量は毎分1160リットル）で、CPの多重系を図って、2000形奇数車・偶数車と2100形に搭載する。
冷房装置は集約分散式のCU-772K（17,000kcal/h）で、各車に2基を搭載する。

## 車種構成
2000形制御電動車（cM・Mc）と2200形中間付随車（T）からなる2M1Tの3両編成と、これに2100形中間電動車 （M）を加えた3M1Tの4両編成があり、有馬方から前者は cM-T-Mc、後者は cM-M-T-Mc の順に編成される。電動車（cM・M・Mc）には制御装置とCPが、付随車（T）には静止形インバータ（SIV）・蓄電池（BT）が搭載されている。パンタグラフ（PT）は制御電動車の連結面寄り車端部に付けられている。

## 運用
営業開始当初の3両編成は主に公園都市線で運用されていたが、神戸電鉄全線のワンマン運転化と他形式のワンマン運転対応化改造により、現在は公園都市線を含む全線で運用されている。
4両編成は営業開始当初より有馬線、三田線、粟生線で主に運用されている。
4両編成は建造当初ワンマン運転の公園都市線以外で使用するため、ワンマン設備は準備工事に止められていた。後に神戸電鉄全線のワンマン化に伴い、ワンマン対応改造を実施している。

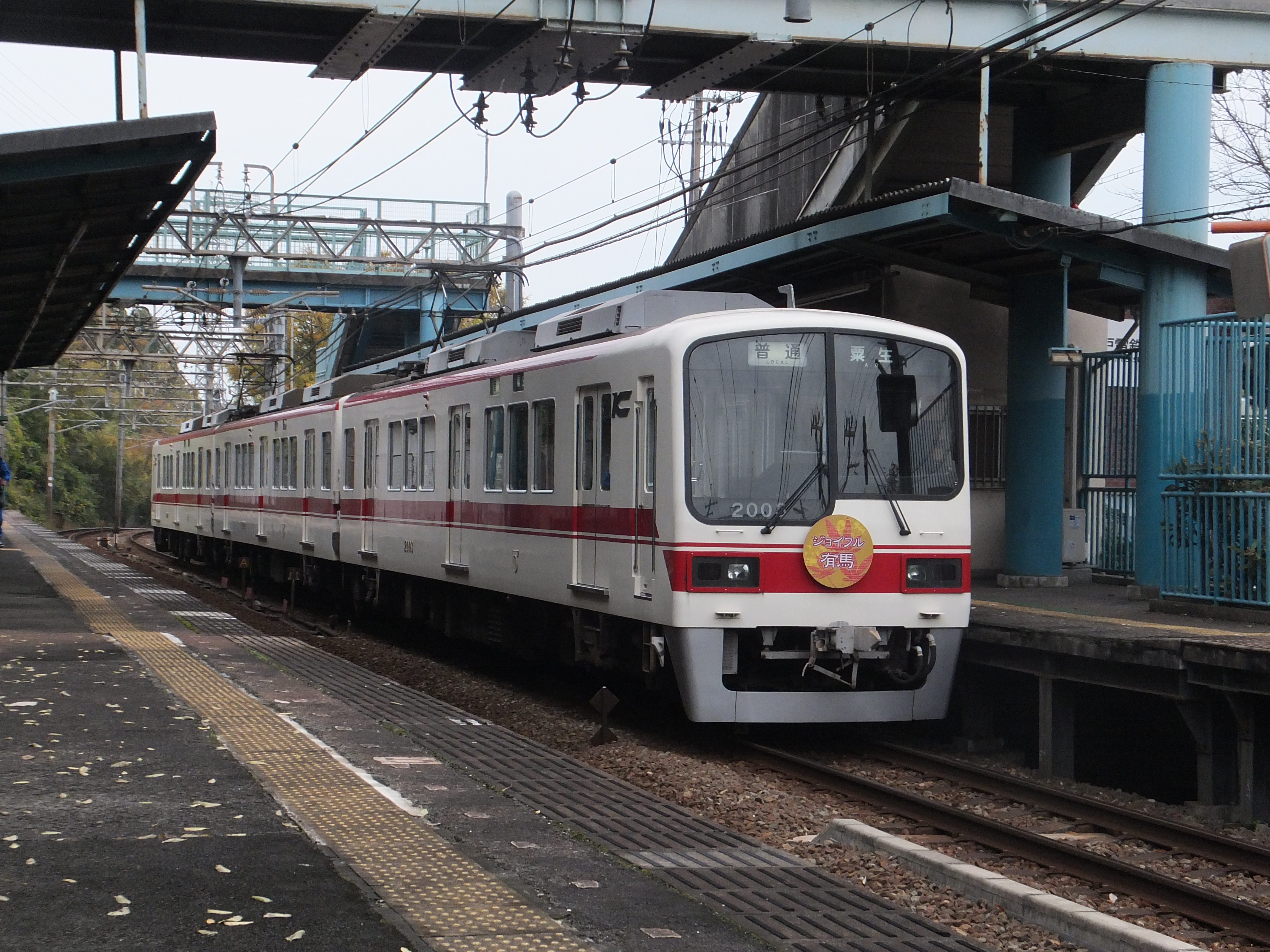
3両編成（2003編成)
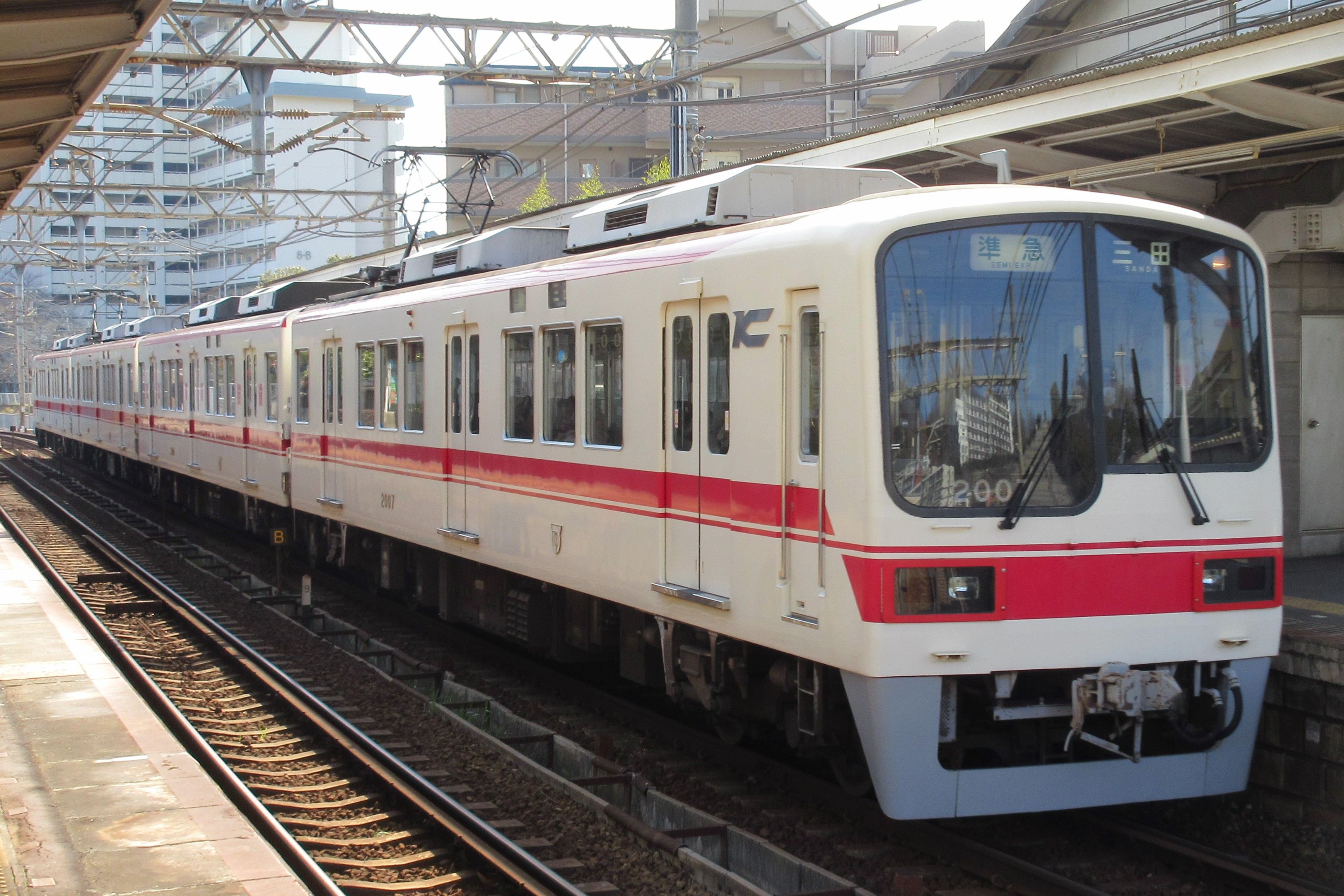
4両編成（2007編成）
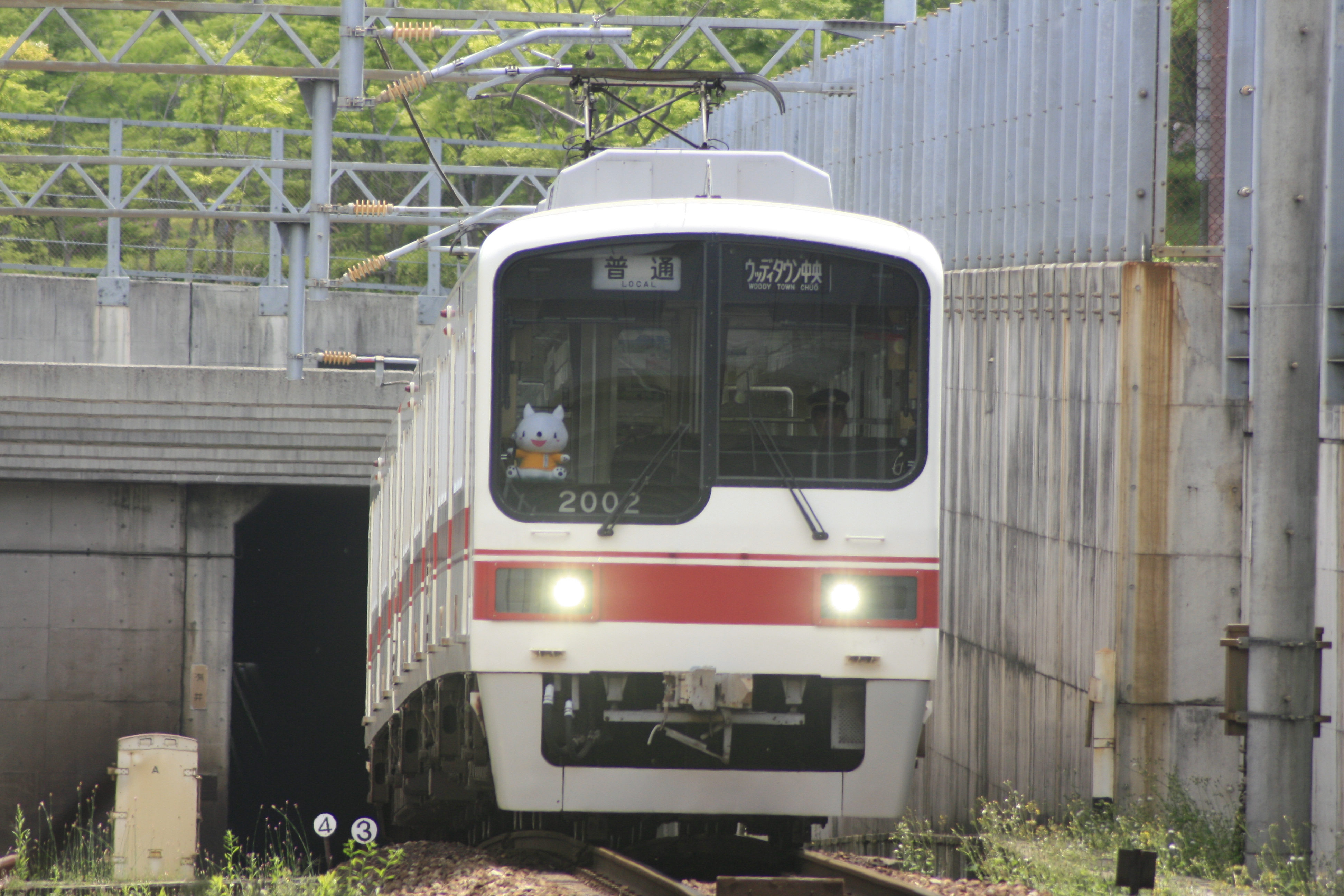
LED前照灯となった2001編成

## 車内更新
2000系では車内床材の貼り替えを中心とした車内更新工事を実施している。この工事により、床材がレンガ色から灰色になったほか、2001編成・2003編成・2009編成は客用扉窓ガラスの支持ゴムが灰色から黒色に変更されている。また一部編成では一部の化粧板が交換されている。

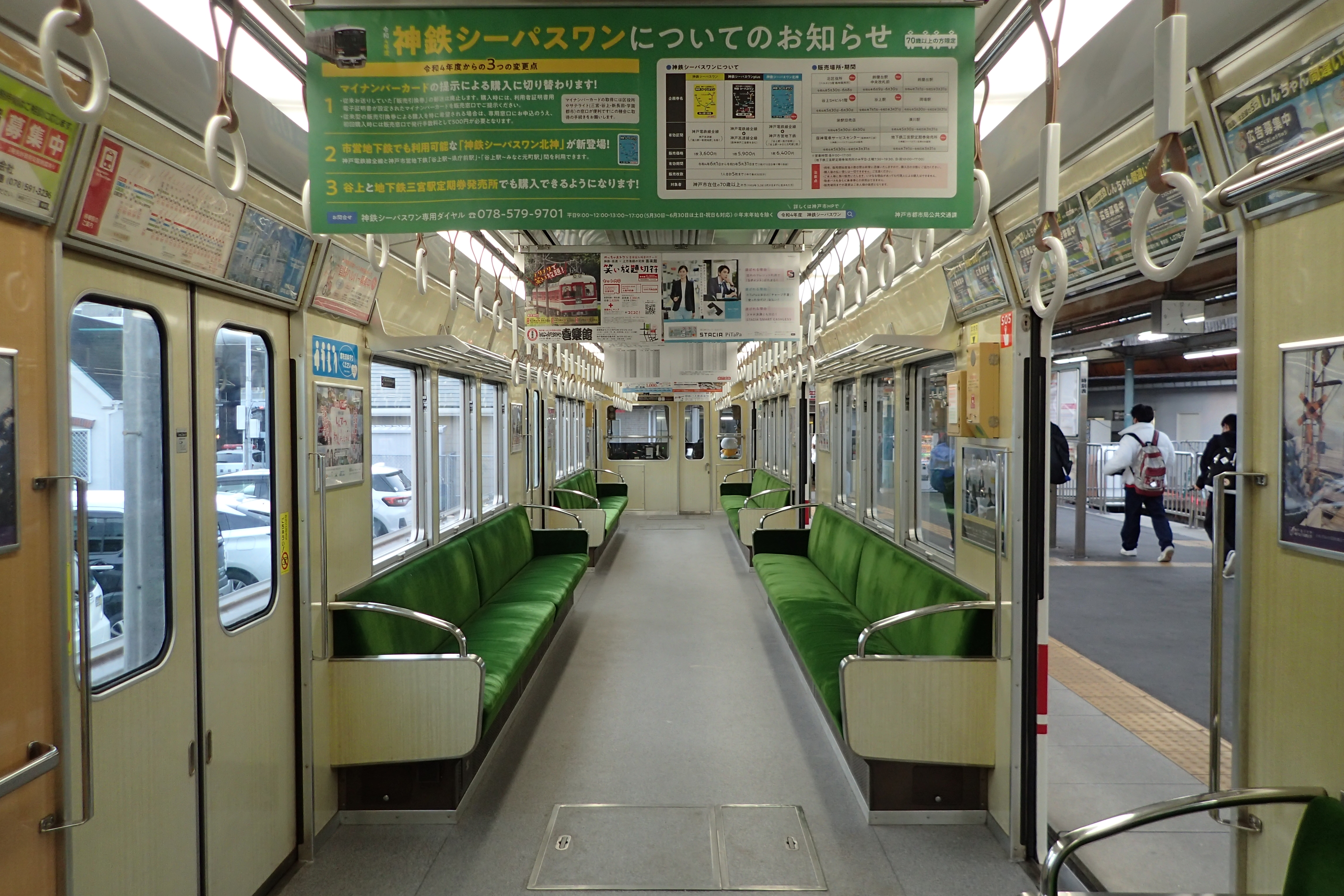
リニューアル工事施工後の内装

## 編成表
2021年4月1日現在。
| ← 有馬温泉・三田・粟生新開地・ウッディタウン中央 → | ← 有馬温泉・三田・粟生新開地・ウッディタウン中央 → | ← 有馬温泉・三田・粟生新開地・ウッディタウン中央 → | 竣工          | 備考             |
| Mc1                                                | T                                                  | Mc2                                                |               |                  |
| 2001                                               | 2201                                               | 2002                                               | 1991年6月18日 | 車内更新実施編成 |
| 2003                                               | 2202                                               | 2004                                               | 1991年7月17日 | 車内更新実施編成 |
| 2005                                               | 2203                                               | 2006                                               | 1991年8月4日  |                  |

| ← 有馬温泉・三田・粟生新開地 → | ← 有馬温泉・三田・粟生新開地 → | ← 有馬温泉・三田・粟生新開地 → | ← 有馬温泉・三田・粟生新開地 → | 竣工           | 備考             |
| Mc1                            | M                              | T                              | Mc2                            |                |                  |
| 2007                           | 2104                           | 2204                           | 2008                           | 1992年10月10日 | 車内更新実施編成 |
| 2009                           | 2105                           | 2205                           | 2010                           | 1993年2月24日  | 車内更新実施編成 |